# Xenonemesia
Xenonemesia là một chi nhện trong họ Microstigmatidae.